# Ацкурі
Ацкурі (груз. აწყური) — село в Грузії.
За даними перепису населення 2014 року в селі проживає 1539 осіб.